# Grigore Cornicioiu
Grigore Cornicioiu, romunski general, * 1883, † 1959.